# Herkenradergrub

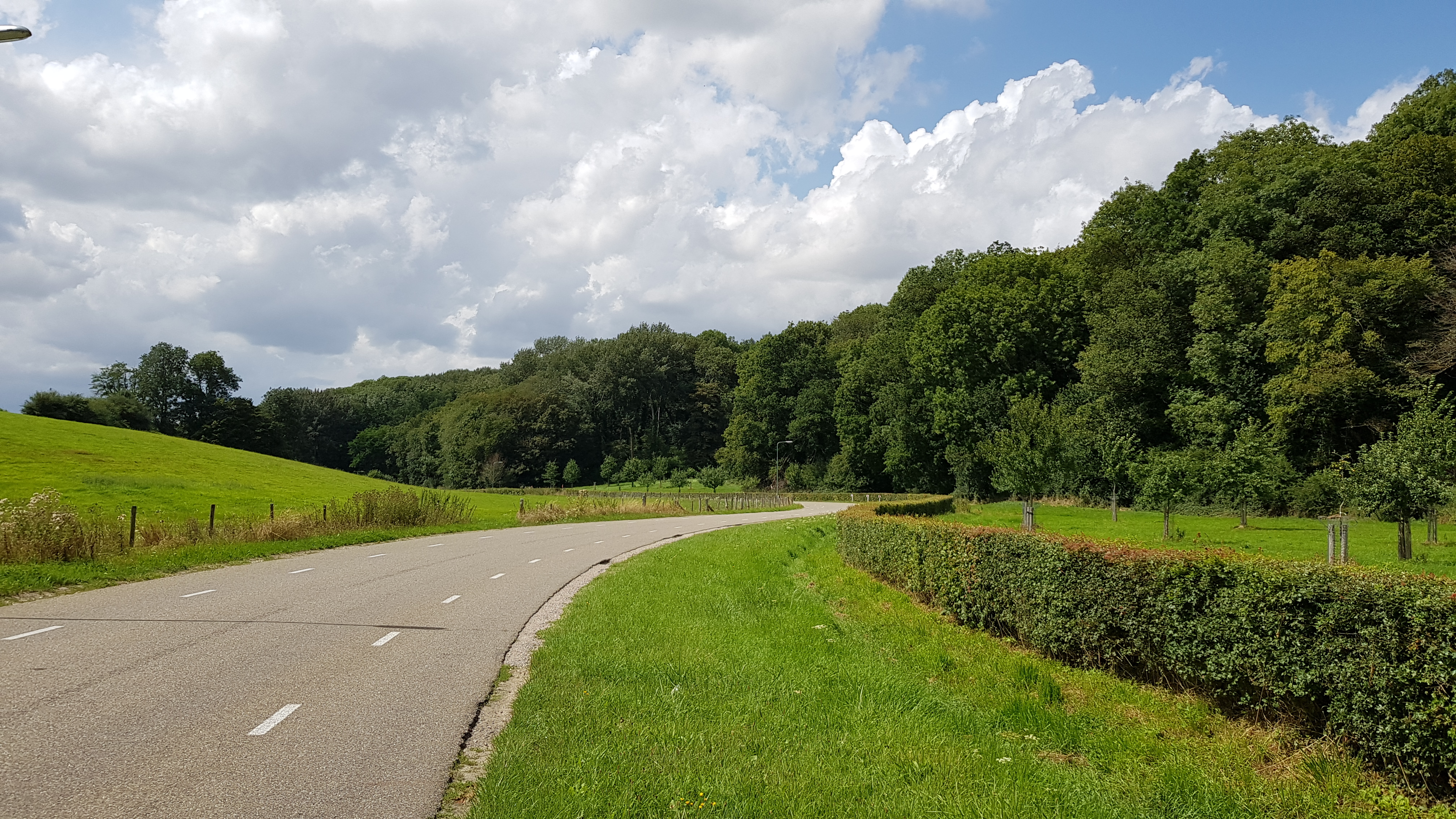
Herkenradergrub bij Moerslag

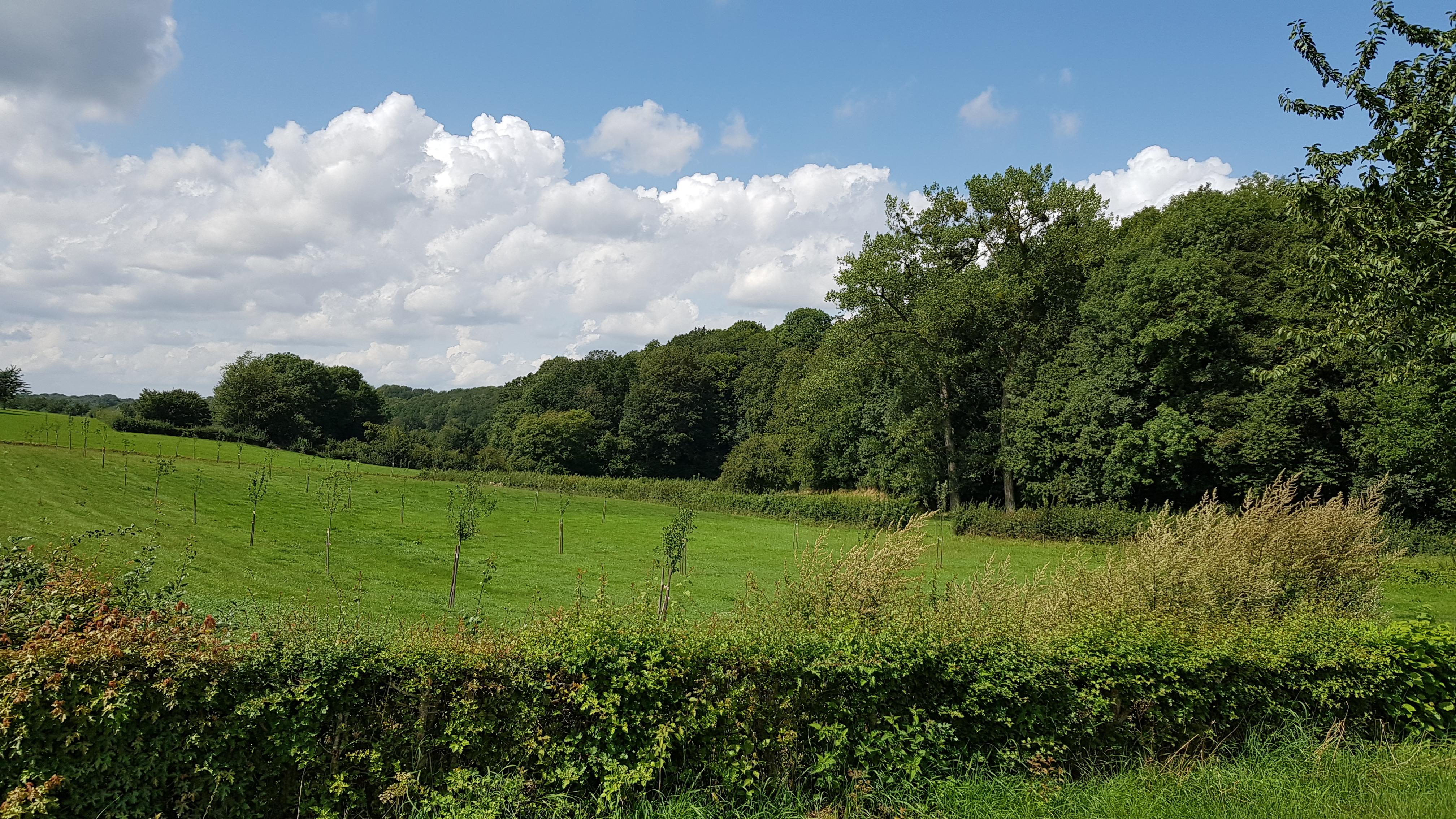
Herkenradergrub bij Libeek

De Herkenradergrub is een droogdal in de Nederlandse gemeente Eijsden-Margraten. Het droogdal loopt van Herkenrade op het Plateau van Margraten naar Eijsden in het Maasdal. Ongeveer halverwege het droogdal ligt buurtschap Moerslag. Door het droogdal loopt de weg van Sint Geertruid (op het plateau) naar Eijsden.
Ten noorden van de Herkenradergrub ligt het Eijsderbos dat onderdeel is van het Savelsbos. Ruim een kilometer noordelijker ligt een smaller droogdal in het Savelsbos, de Schone Grub. Ten noorden van het westelijke deel van de grub ligt een steile helling met De Kaap, waar vondsten uit het midden van de vroege-steentijd zijn gedaan.
In de Herkenradergrub ligt ongeveer halverwege de Groeve Moerslag, een geologisch monument.
De Herkenradergrub snijdt ongeveer 60 meter diep in op het Maasterras van Sint Geertruid.